# Izydor Modelski
Izydor Modelski (ur. 10 maja 1889 we Lwowie, zm. 25 września 1962 w Waszyngtonie) – doktor filozofii, generał dywizji ludowego Wojska Polskiego, kawaler Orderu Virtuti Militari.

## Życiorys

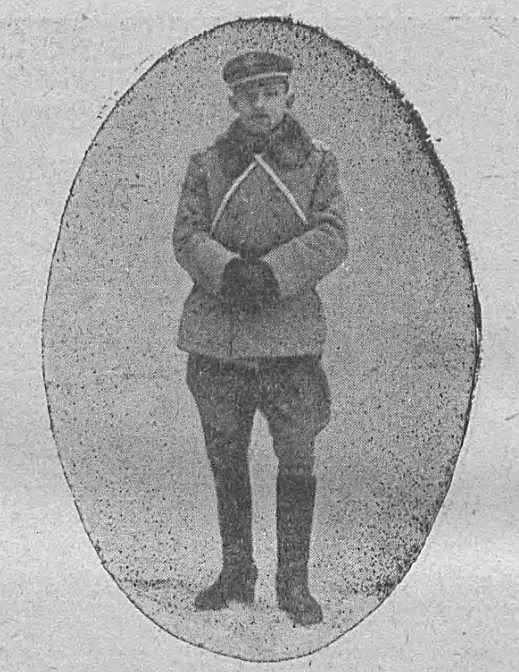
Izydor Modelski

Izydor Modelski urodził się 10 maja 1889 we Lwowie. Studiował na Uniwersytecie Lwowskim, działając jednocześnie w Polskich Drużynach Strzeleckich. W okresie od sierpnia 1914 do lipca 1917 służył w I Brygadzie Legionów na stanowiskach: dowódcy plutonu, komendanta szkoły podoficerskiej, dowódcy batalionu 6 pułku piechoty, komendanta szkoły oficerskiej. W 1917 roku pełnił służbę w Głównym Urzędzie Zaciągu do Wojska Polskiego na stanowisku komendanta Inspektoratu w Grodzisku. 26 czerwca 1917 roku „promował się na Uniwersytecie Lwowskim na doktora filozofii”. Po kryzysie przysięgowym internowany w Beniaminowie.
Po uwolnieniu służył w Polskiej Sile Zbrojnej i następnie w Wojsku Polskim. Komendant garnizonu Warszawa (major z listopada 1918). Dowódca Grupy Operacyjnej w walkach z Ukraińcami w rejonie Lwowa (listopad 1918–1919). W okresie czerwiec 1919–1920 w sztabie gen. Józefa Hallera, kwatermistrz Armii, potem w Oddziale IV Sztabu Generalnego. Podpułkownik z 1 czerwca 1919. Na froncie bolszewickim dowódca 79 pułku piechoty od czerwca do lipca 1920. Po wojnie członek Najwyższej Komisji Opiniującej przy Naczelnym Wodzu – do 1922.
3 listopada 1922 został przeniesiony do Wyższej Szkoły Wojennej w Warszawie, w charakterze słuchacza II Kursu Doszkolenia. Z dniem 15 października 1923, po ukończeniu kursu i otrzymaniu dyplomu naukowego oficera Sztabu Generalnego, został przydzielony do Departamentu I Piechoty Ministerstwa Spraw Wojskowych w Warszawie. 31 marca 1924 został awansowany na pułkownika ze starszeństwem z dniem 1 lipca 1923 i 21. lokatą w korpusie oficerów piechoty. Następnie pełnił służbę w Inspektoracie Armii Nr 2, pozostając oficerem nadetatowym 72 pułku piechoty. W sierpniu 1924 został odkomenderowany do Dowództwa Okręgu Korpusu Nr X w Przemyślu na trzy tygodnie w charakterze szefa sztabu. Następnie przedłużono mu odkomenderowanie do 1 listopada 1924. W październiku tego roku został przydzielony z Inspektoratu Armii Nr 2 do DOK X na stanowisko szefa sztabu.
W latach 1925–1926 dowódca 30 pułku piechoty. W czasie przewrotu majowego opowiedział się po stronie rządowej. Aresztowany przez podkomendnych oficerów (słowo „aresztowany” jest tu eufemizmem, Modelski w czasie „wypadków majowych” został po prostu zamknięty przez podwładnych w klozecie). Pozostawał w dyspozycji dowódcy Okręgu Korpusu Nr IX. W dniu 31 marca 1927 r. został przydzielony z dyspozycji Szefa Sztabu Generalnego do dyspozycji Ministra Spraw Wojskowych (jako nadetatowy oficer 30 pułku piechoty znajdował się wówczas na służbowym przeniesieniu do Oddziału I Sztabu Generalnego). Z dniem 31 października 1927 r. został przeniesiony do kadry oficerów piechoty z równoczesnym przydziałem do Powiatowej Komendy Uzupełnień Łuniniec na stanowisko komendanta. W kwietniu 1928 został zwolniony z zajmowanego stanowiska i oddany do dyspozycji dowódcy OK IX. Z dniem 31 października 1928 został przeniesiony w stan spoczynku. Przewodniczył Związkowi Hallerczyków.
1 października 1939 gen. Władysław Sikorski, nowy Naczelny Wódz i minister spraw wojskowych, powołał go do służby czynnej we Francji, mianując początkowo I pomocnikiem, a 24 listopada – II zastępcą ministra spraw wojskowych (pełnił tę funkcję do lipca 1940). Modelski kierował Gabinetem Ministra i Komendą Kwatery Głównej, odpowiadał za sprawy personalne (kierowanie Biurem Personalnym i Rejestracyjnym powierzył uległemu płk. Fryderykowi Mally) i za ewakuację generałów i wyższych oficerów internowanych w różnych krajach Europy do Francji, gdzie formowana była armia polska. Podczas obsadzania stanowisk zapisał się niechlubnie tropieniem sanatorów i usuwaniem niejednokrotnie wartościowych oficerów z tworzonych sił zbrojnych, kierując się animozjami politycznymi i osobistymi. Wojskowych napiętnowanych w trybie kapturowym kierowano do obozu specjalnego w Cerizay. Na tym tle powstał konflikt między nim a generałem Marianem Kukielem, I zastępcą ministra spraw wojskowych. 3 maja 1940 mianowany generałem brygady. Kierował ewakuacją części wojsk polskich przez francuski port Le Verdon-sur-Mer w czerwcu 1940.
We wrześniu 1942 kandydat na stanowisko I zastępcy dowódcy I Korpusu, niepowołany na nie wskutek negatywnej opinii dowódcy tej jednostki, gen. Kukiela, który pisał nie tylko o młodym wieku Modelskiego, ale także o jego niepopularności w wojsku z powodu zatruwania atmosfery waśniami politycznymi. Pełnił funkcję podsekretarza stanu w Ministerstwie Spraw Wojskowych (od 19 listopada 1942 Ministerstwo Obrony Narodowej), po powołaniu do kierowania resortem gen. Kukiela odsunięty od czynnego udziału w pracach przez udzielenie mu długotrwałego urlopu zdrowotnego. Do grudnia 1944 był formalnie II wiceministrem obrony narodowej i generałem do zleceń Naczelnego Wodza. W marcu 1945 został przeniesiony w stan spoczynku.
W lipcu 1945 powrócił do kraju. 1 marca 1946 awansowany na generała dywizji – szef Misji Specjalnej Wojska Polskiego w Londynie z zadaniem ewakuacji żołnierzy  Polskich Sił Zbrojnych do kraju. W latach 1946–1948 attaché wojskowy w Waszyngtonie. Odwołany z powodu niewywiązywania się z obowiązków, odmówił powrotu do kraju i rozpoczął publikowanie wiadomości na temat działalności wywiadowczej państw bloku wschodniego. Nawiązał współpracę ze Stanisławem Mikołajczykiem i działaczami polskiej emigracji.
Skazany zaocznie na 15 lat więzienia i utratę praw obywatelskich, osiedlił się w Stanach Zjednoczonych, gdzie zmarł.

## Awanse
- podporucznik – 4 listopada 1914
- porucznik – 13 czerwca 1915
- kapitan – 1917
- major – listopad 1918
- podpułkownik – 3 maja 1922 zweryfikowany ze starszeństwem z dniem 1 czerwca 1919
- pułkownik – 31 marca 1924 ze starszeństwem z dniem 1 lipca 1923 i 21. lokatą w korpusie oficerów piechoty
- generał brygady – 3 maja 1940
- generał dywizji – 1 marca 1946

## Ordery i odznaczenia
- Krzyż Srebrny Orderu Wojskowego Virtuti Militari nr 2856 – 10 sierpnia 1922[11] (udekorowany 17 kwietnia 1921 we Lwowie przez gen. broni Tadeusza Rozwadowskiego)[12]
- Krzyż Niepodległości (29 grudnia 1933)[13]
- Krzyż Oficerski Orderu Odrodzenia Polski (2 maja 1923)[14][15][16]
- Krzyż Walecznych – czterokrotnie (po raz 1, 2, 3 i 4 w 1921)[17][18]
- Medal Pamiątkowy za Wojnę 1918–1921
- Order Lwa Białego II klasy (wręczony przez prezydenta Czechosłowacji Edvarda Beneša w Londynie)